# Владимировка (Захарьевский район)
Владимировка (укр. Володимирівка) — село в Затишанской поселковой общине Раздельнянского района Одесской области Украины. До 2020 года входило в состав ликвидированного Захарьевского района.
Население по переписи 2001 года составляло 10 человек. Почтовый индекс — 66743. Телефонный код — 4860. Занимает площадь 0,23 км². Код КОАТУУ — 5125282503.

## Местный совет
66743, Одесская обл., Захарьевский р-н, с. Торосово